# Sun Weiwei
Sun Weiwei, Chinees 孙伟伟; Sūn Wěiwěi; (Liaoning, 13 januari 1985) is een Chinese langeafstandsloopster.

## Loopbaan
Haar persoonlijk record van 2:25.15 liep Sun in 2002; ze werd hiermee zesde bij de marathon van Peking. In dat jaar won ook de marathon van Hongkong.
Op de wereldkampioenschappen voor junioren in 2004 behaalde ze een vierde plaats op de 5000 m. Een jaar later werd ze tweede op de marathon van Xiamen en derde op de marathon van Peking. In 2006 won ze beide wedstrijden werd zij tweede op de marathon van Keulen. Eerder dat jaar had ze een zilveren medaille gewonnen op de 3000 m bij de Aziatische indoorkampioenschappen in het Thaise Pattaya. Met een tijd van 9.25,69 eindigde ze achter haar landgenote Zhu Xiaolin (goud) en voor de Indiase Orchatteri Puthiyavgetil Jaisha (brons).
In het jaar erop kwalificeerde Sun Weiwei zich voor de wereldkampioenschappen in Osaka met een tweede plaats op de marathon van Xiamen. In Osaka werd ze vervolgens 21e.

## Titels
- Chinees kampioene marathon - 2006

## Persoonlijke records
Outdoor
| Onderdeel | Prestatie | Datum           | Plaats  |
| --------- | --------- | --------------- | ------- |
| 5000 m    | 15.26,21  | 22 oktober 2005 | Nanjing |
| 10.000 m  | 32.21,30  | 26 oktober 2009 | Jinan   |
| marathon  | 2:25.15   | 20 oktober 2002 | Peking  |

Indoor
| Onderdeel | Prestatie | Datum            | Plaats  |
| --------- | --------- | ---------------- | ------- |
| 3000 m    | 9.25,69   | 11 februari 2006 | Pattaya |

## Palmares

### 3000 m
- 2006:  Aziatische indoorkamp. - 9.25,69

### 5000 m
- 2004: 4e WJK - 15.50,67

### marathon
- 2002: 6e marathon van Peking - 2:25.15
- 2003:  marathon van Hongkong - 2:38.55
- 2004:  marathon van Hongkong - 2:42.47
- 2004: 8e marathon van Xiamen - 2:34.47
- 2005:  marathon van Xiamen - 2:31.11
- 2005:  marathon van Peking - 2:27.33
- 2006:  marathon van Xiamen - 2:26.32
- 2006:  marathon van Keulen - 2:29.45
- 2006:  marathon van Peking - 2:34.41
- 2007:  marathon van Xiamen - 2:29.27
- 2007:  WK - 2:37.53
- 2008: 8e marathon van Xiamen - 2:32.21
- 2008: 14e marathon van Londen - 2:36.34
- 2008: 9e marathon van Peking - 2:39.26
- 2009: 9e marathon van Rome - 2:32.03
- 2009: 12e WK - 2:29.39
- 2009: 6e marathon van Peking - 2:35.51
- 2010: 8e marathon van Boston - 2:31.14
- 2010: 5e marathon van Peking - 2:33.46